# Джандавра
Джандавра (Jhandoria) — индийский язык, распространённый на юге штата Синд, в городах Хайдарабад, восточнее города Мирпур-Хас, Джохор, а также в индийских штатах Джодхпур и Раджастхан. У языка имеются диалекты багри (схожесть на 74 %), диалект катай-мегвар языка качи-кочи (похож на 74 %), и качи-коли (похож на 68 %). Мужское население также говорит на языках синдхи и урду.